# Lucio Domizio Domiziano
Lucio Domizio Domiziano (in latino Lucius Domitius Domitianus; III secolo – Alessandria d'Egitto, dicembre 297) è stato un usurpatore che tenne il potere per un breve periodo (296-297) in Egitto contro il legittimo imperatore romano Diocleziano.

## Rivolta

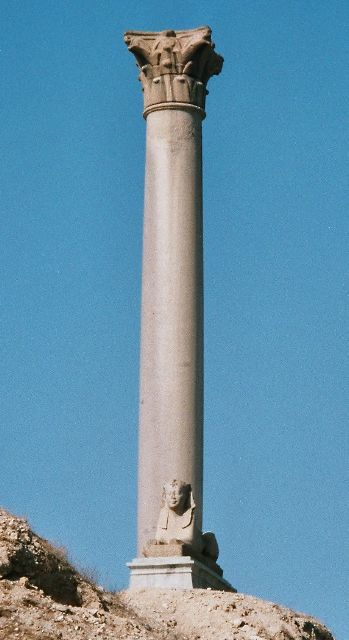
Il cosiddetto "Pilastro di Pompeo" ad Alessandria d'Egitto fu in realtà eretto in onore di Diocleziano: l'imperatore, dopo aver assediato la città per otto mesi per strapparla a Domizio Domiziano e ad Aurelio Achilleo, vi dirottò un carico di grano per Roma allo scopo di sfamare la popolazione colpita dall'assedio.

Le fonti numismatiche e papiriologiche riportano la rivolta di Domizio Domiziano contro Diocleziano nel giugno/luglio del 297. Nel marzo di quell'anno era stata promulgata una nuova legge sulle tasse: è possibile che la rivolta fosse una reazione a tale riforma; in alternativa si può trovare un legame con la sconfitta del cesare Galerio nella battaglia di Callinicum del 296 e quindi la debolezza del potere imperiale in Egitto. All'inizio si sollevò la Tebaide, con centro la città di Copto, poi si ribellò il Basso Egitto, inclusa Alessandria d'Egitto. Diocleziano andò personalmente in Egitto per sedare la rivolta, riprendendo il controllo della Tebaide nell'autunno e ponendo Alessandria sotto assedio. Domiziano morì nel dicembre 297, ma la città resistette ancora, cadendo solo nel marzo del 298.
Le fonti letterarie parlano invece della rivolta di Aurelio Achilleo, corrector Aegypti. È possibile che Achilleo, responsabile della difesa di Alessandria, tenesse la città dopo la morte di Domiziano, o che fosse stato il vero detentore del potere, manovrando il prestanome Domiziano.

## Emissioni numismatiche
Domiziano coniò delle monete che lo celebravano come augusto assieme ai suoi "colleghi" Diocleziano e Massimiano, una propaganda già adottata da altri usurpatori come Carausio. Coniò anche monete che riprendevano lo stile ellenistico della dinastia tolemaica, ancora molto popolare presso gli egiziani.